# تاونتون دین
تاونتون دین (به انگلیسی: Taunton Deane) یک منطقهٔ مسکونی در بریتانیا است که در تاونتون واقع شده‌است.

## خصوصیات
تانتون دین ۴۶۳٫۲۶ کیلومترمربع مساحت دارد.